# Amphimallon jeannei
Amphimallon jeannei är en skalbaggsart som beskrevs av Baraud 1971. Amphimallon jeannei ingår i släktet Amphimallon och familjen Melolonthidae. Inga underarter finns listade i Catalogue of Life.